# (11984) Manet
(11984) Manet ist ein Asteroid des mittleren Hauptgürtels, der am 20. Oktober 1995 von dem belgischen Astronomen Eric Walter Elst am Schmidt-Teleskop des französischen Observatoire de Calern bei Grasse (IAU-Code 010) entdeckt wurde.
Der mittlere Durchmesser des Asteroiden wurde mit 5,679 (±0,196) km berechnet.
(11984) Manet wurde am 6. August 2009 nach dem französischen Maler Édouard Manet (1832–1883) benannt, der im Übergang von Realismus zu Impressionismus als einer der Wegbereiter der modernen Malerei gilt. In der Widmung besonders hervorgehoben wurden seine Gemälde „Das Frühstück im Grünen“ (1863), „Olympia“ (1863) und „Un bar aux Folies Bergère“ (1882).